# ローザ (小惑星)
ローザ (223 Rosa) は、小惑星帯に位置する比較的大きな小惑星の一つ。炭素化合物を主成分とし、水の氷に富んでいると考えられている。
1882年3月9日にオーストリアの天文学者、ヨハン・パリサがウィーンで発見した。命名の由来は不明である。